# Cestrum acutifolium
Cestrum acutifolium là loài thực vật có hoa trong họ Cà. Loài này được Alain mô tả khoa học đầu tiên năm 1973.